# Kardinaal (geestelijke)

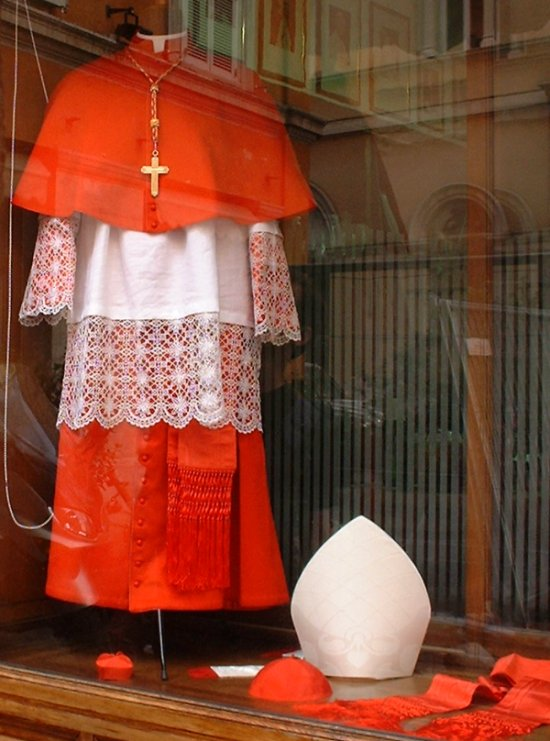
Superplie van een kardinaal

Een kardinaal of Prins der Kerk (afkomstig van het Latijnse cardo = spil, "waaromheen iets draait") is een zeer hoge rang (eigenlijk meer: een waardigheid) in de hiërarchie van de Rooms-Katholieke Kerk. Het is na de paus de hoogste rang. Men spreekt van het creëren van kardinalen. Dat gebeurt door de paus tijdens zogenaamde consistories. De paus heeft het alleenrecht op de creatie van kardinalen. Hij beslist geheel naar eigen inzicht aan wie hij de waardigheid toekent. Los van allerlei andere voorrechten, beschikken kardinalen (althans zij die jonger zijn dan tachtig jaar) over het recht om in een conclaaf een nieuwe paus te kiezen. De kardinalen zijn verenigd in het College van Kardinalen.

## Inleiding
Aanvankelijk droeg iedere geestelijke die vast aan een hoofdkerk (cardo genoemd) in of buiten Rome was aangesteld, de naam incardinatus of cardinalis. Later bleef deze laatste naam gereserveerd voor de voornaamste priesters van de 28 hoofdkerken in de stad Rome. Deze priesters assisteerden bij de pauselijke liturgische plechtigheden en waren behulpzaam bij het bestuur van de kerken. Ook werden de diakens die aan het hoofd stonden van de armenzorg in de zeven districten waarin Rome verdeeld was, al spoedig betrokken in het bestuur van de Kerk, evenals de bisschoppen van de zeven naburige (suburbicaire) bisdommen. Uit deze drie groepen heeft zich het college van kardinalen ontwikkeld. Uit deze drie groepen is ook de huidige driedeling ontstaan in kardinaal-bisschoppen, kardinaal-priesters en kardinaal-diakens. In 1059 kreeg de kardinaalsfunctie een belangrijk bijkomend aspect toen paus Nicolaas II aan de kardinalen, met uitsluiting van alle anderen, het recht van de pauskeuze verleende.
Tegenwoordig hebben kardinalen de volgende rol:
- Het kiescollege van kardinalen is nodig om de continuïteit van het ambt van paus te waarborgen. Zij kiezen nadat de paus is overleden of afgetreden in een conclaaf een nieuwe paus.
- Een kardinaal kan gevraagd worden de paus advies te geven.
- Het college van kardinalen regeert de Katholieke Kerk vanaf de sedisvacatie van de Heilige Stoel, meestal door het overlijden van de oude paus, tot het ogenblik waarop een nieuwe paus is verkozen, of als een paus vrijwillig aftreedt, vanaf het moment van aftreden van de paus tot het ogenblik waarop een nieuwe paus is verkozen.
- Aan het hoofd van alle verschillende onderafdelingen van de Romeinse Curie staan kardinalen. Zij worden – wanneer het een congregatie betreft, prefect genoemd. Pauselijke Commissies en Raden hebben een president, of voorzitter, die in de regel ook kardinaal is. Tot enkele jaren geleden werd een prefect van een congregatie die nog niet  kardinaal was, – tot zijn creatie – pro-prefect genoemd. Hetzelfde gold voor de presidenten van de sommige raden en commissies: voorzitters hiervan, die nog geen kardinaal gecreëerd waren, worden aangeduid als pro-president.

## Kerkrechtelijke aanduiding

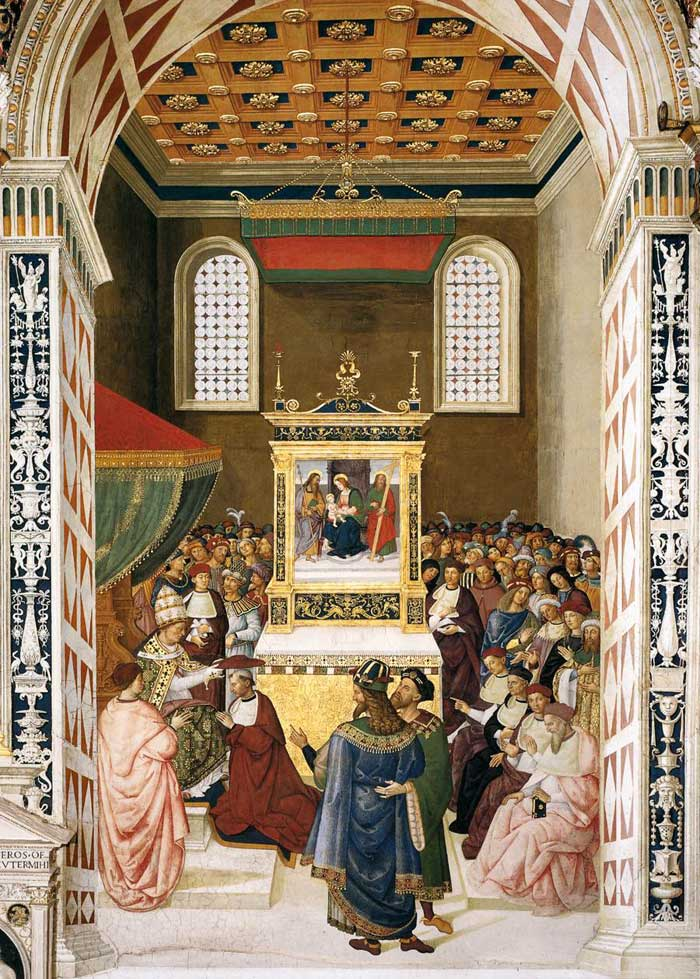
Paus Calixtus III creëert een kardinaal

In het Kerkelijk Wetboek van 1983 wordt in de artikelen 349 tot en met 359 gesproken over de betekenis van kardinalen.
Kardinalen worden gecreëerd door de paus om een college te vormen dat als belangrijkste taak heeft een nieuwe paus te kiezen, wanneer de zetel van de bisschop van Rome vacant is geworden(komt voor als de paus is overleden of afgetreden). Daartoe komen dan de kardinalen in 'conclaaf' bij elkaar. Dit gebeurt in de Sixtijnse Kapel. Kardinalen kunnen van overal uit de wereld afkomstig zijn. Vaak betreft het metropolieten van een belangrijke kerkprovincie of oude bisschopszetel. Daarnaast zijn meestal de hoofden van de Romeinse Curie-afdelingen kardinaal.
Kardinalen worden als zodanig opgenomen in de clerus van het bisdom Rome en krijgen daar een parochiekerk aangewezen; de zogenaamde 'titelkerk': zo heeft bijvoorbeeld kardinaal Wim Eijk de San Callisto als titelkerk en is kardinaal Jozef De Kesel titulair kardinaal-priester van de basiliek Santi Giovanni e Paolo.
Kardinalen worden dan ook geacht regelmatig in Rome aanwezig te zijn. Een uitzondering op deze regel vormen tot kardinaal benoemde patriarchen van oosters-katholieke kerken. Zij worden benoemd tot kardinaal-patriarch.
Het kerkelijk Wetboek zegt in artikel 351 dat kardinalen "uitzonderlijk zijn in de kerkelijke leer, waardigheid, geloof en prudent in praktische zaken".
Het kardinalaat is in het verleden ook aan clerici toegekend die wel de eerste tonsuur hadden ontvangen maar nog niet de hogere wijdingen (sub-diaken, diaken en priesterwijding). Zij werden "leken-kardinalen" genoemd. Deze benaming is ietwat misleidend aangezien ze meestal geen leek meer waren op het ogenblik dat ze benoemd werden tot kardinaal. De laatste onder hen was Teodolfo Mertel, een advocaat en leek die in 1858 door Paus Pius IX kardinaal werd gecreëerd. Twee maanden na zijn benoeming werd hij al diaken gewijd. Toen hij stierf in 1899 was hij de laatste kardinaal die geen priester was. Sindsdien zijn het in overgrote meerderheid bisschoppen die tot kardinaal worden benoemd. De laatste decennia benoemt de paus bij een consistorie vaak een of twee priesters (van 80+, geen recht om een paus te kiezen) met een voortreffelijke staat van dienst tot kardinaal. De bisschopswijding, alhoewel in het kerkelijk recht voorzien, blijft dan soms achterwege. De laatste kardinaal die priester was maar geen bisschop toen de medekardinalen hem tot paus kozen was Mauro Cappellari, Gregorius XVI, in 1831.

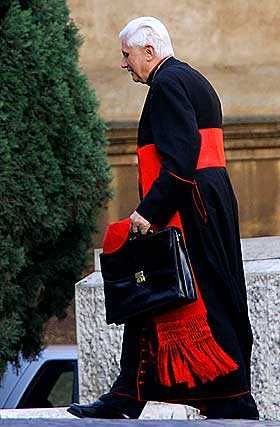
Joseph Ratzinger was, voor zijn verkiezing tot paus, als kardinaal deken van het Heilig College van Kardinalen

De paus roept een vergadering van het college van kardinalen bijeen, het zogenaamde consistorie. Geregeld worden in dergelijke bijeenkomsten nieuwe kardinalen gecreëerd.
In het conclaaf waarin een nieuwe paus gekozen wordt zijn die kardinalen stemgerechtigd die op de dag voorafgaand aan het begin van een conclaaf nog geen 80 jaar oud zijn. Kardinalen ouder dan 80 jaar mogen wel deelnemen aan een conclaaf, maar mogen daarin niet stemmen. Paus Johannes Paulus II heeft vastgesteld dat in het conclaaf maximaal 120 kardinalen mogen stemmen.
De nieuwe kardinalen leggen bij hun creatie de volgende eed af: "Ik [naam], kardinaal van de Heilige Kerk van Rome, beloof en zweer van nu af tot mijn dood altijd trouw te zijn aan Christus en zijn Evangelie en voortdurend gehoorzaam te zijn aan de Heilige Roomse Apostolische Kerk en aan de Heilige Petrus in de persoon van de Opperpriester .... (de naam van de paus ten tijde van het afleggen van de eed) .... en zijn wettig gekozen opvolgers; en ik beloof en zweer altijd de gemeenschap met de Katholieke Kerk te bewaren, in woord en gedachte; geen geheimen die aan mij werden toevertrouwd te onthullen, noch zaken die de Heilige Kerk kunnen beschadigen of onteren; met grote ijver en trouw de taken uit te voeren waartoe ik bij mijn dienst aan de Kerk geroepen ben in overeenstemming met de wet. Zo helpe mij God Almachtig."
Enkele dagen na de benoeming (creatie) zet de paus de nieuw benoemde kardinalen de rode kardinaalsbonnet op, steekt een gouden ring aan hun vinger en verleent hen een bepaalde titelkerk. Verdere onderscheidingstekenen voor de kardinalen zijn de rode toog en de zogenaamde kardinaalshoed of galero, een ronde rode hoed met brede rand. De kardinaalshoed is een teken van waardigheid. De galero werd sinds 1967 door Paus Paulus VI niet meer aan nieuwbenoemde kardinalen uitgereikt . In 1969 schafte hij het dragen van de hoed af. De hoed kon nog wel worden aangeschaft.[2]
Kardinalen voeren de rode kardinaalshoed met aan weerszijden vijftien kwasten in hun wapen.

## Rangorde
De kardinalen worden onderscheiden in:
1. Kardinaal-bisschoppen,
2. Kardinaal-priesters en
3. Kardinaal-diakens.

Deze zijn tevens titulair aan het bisdom Rome verbonden als respectievelijk bisschop, priester of diaken. Aan iedere kardinaal priester of diaken wordt een titelkerk in Rome aangewezen. De kardinaal-bisschoppen dragen echter de titel van een suburbicair bisdom, terwijl de kardinaal deken daar de titel van het bisdom Ostia aan toevoegt. De kardinaal-diakens werken binnen de curie. Kardinaal-priesters, die verreweg de grootste groep vormen binnen het college van kardinalen, zijn meestal aartsbisschop van een aartsbisdom.
Kardinalen, alhoewel allen gelijk, kunnen van een orde of rang naar de andere overgaan. Een kardinaal-diaken wordt na tien jaar kardinaal-priester en een kardinaal-priester kan kardinaal-bisschop worden. Zelfs een kardinaal-diaken kan kardinaal-bisschop worden (zonder kardinaal-priester te zijn geweest). Dit soort overgangen komt geregeld voor. Het is echter niet mogelijk te 'degraderen'. Een kardinaal-priester kan geen kardinaal-diaken meer worden.

## Diplomatieke status
Door het Congres van Wenen is kardinalen de status van prins van de Apostolische Stoel toegekend en in het diplomatieke verkeer wordt volgens protocol de kardinaal als zodanig tegemoet getreden. In deze hoedanigheid worden kardinalen ook beschouwd als mogelijke troonopvolgers.

## Rechten van een kardinaal
Een kardinaal heeft het recht in zijn eigen titelkerk begraven te worden. Bij het beheer van de titelkerk heeft hij echter alleen de status van beschermheer; hij kan niet zelf bestuurshandelingen verrichten.
Een kardinaal heeft het recht om overal in de wereld biecht te horen. Normaal mag een priester, indien hij de bevoegdheid heeft gekregen om biecht te horen, alleen in de aan hem toegewezen gebieden deze taken uitvoeren.
Een kardinaal moet echter wel, wanneer hij elders is, aan de plaatselijke bisschop kennis geven om in het openbaar de H. Mis te lezen.

## Titulatuur
De aanspreekvorm voor een kardinaal is eminentie; kardinalen worden als de 'prinsen van de Kerk' beschouwd. De titel kardinaal wordt, naar analogie met sommige adellijke titels, gevoerd tussen de voornaam en de achternaam, dus bijvoorbeeld Albino kardinaal Luciani.

## Kleding
Kardinalen dragen een soutane in vermiljoenrode kleur, afgeleid van de symboliek van de martelaren. Dit tenue wordt gedragen voor het officie en op ceremoniële plechtigheden. Ze krijgen bij hun creatie tevens een kardinaalsbonnet of biretta, die drie opstaande ribben heeft. Onder hun bonnet dragen ze een rode kalot of pileolus die meestal zonder bonnet gedragen wordt. Paus Paulus VI heeft de kleding van de kardinalen versoberd; zo werden de hermelijnen mozetta en de mantelletta geschrapt. Deze maatregel werd afgekondigd in Ut sive sollicite op 31 maart 1969 door Amleto Giovanni Kardinaal Cicognani, de staatssecretaris. Het werd gepubliceerd in Acta Apostolicae Sedis.
Hun dagelijkse soutane is zwart (in de tropen wordt wit gedragen) met rode zoom en rode knopen en een brede rode sjerp, de pellerine is afgezoomd met een rode rand. Hun gewone kledij verschilt niet van andere geestelijken, ze is eenvoudig zwart.
Als hoofddeksel wordt de 'Cappello romano' of 'Saturno', de vereenvoudigde versie van de kardinaalshoed veel gedragen. Bij kleine ceremoniën en met praktisch doel zoals bescherming tegen de zon. Deze is zwart met gekleurde biezen. Ook paus Benedictus droeg de Saturno, in wit of rood met gouden biezen.

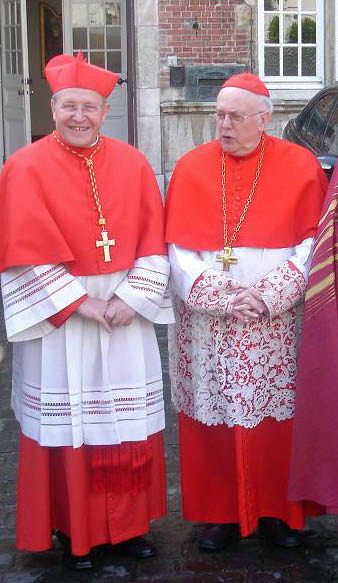
Kardinalen Danneels (r met rode kalot) en Kasper (l met rode biretta) in rode koorkledij.
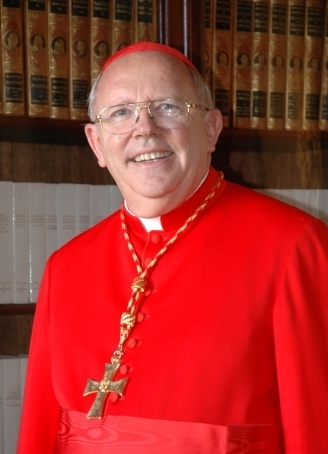
kardinaal Jean-Pierre Ricard, gekleed in de koorsoutane.
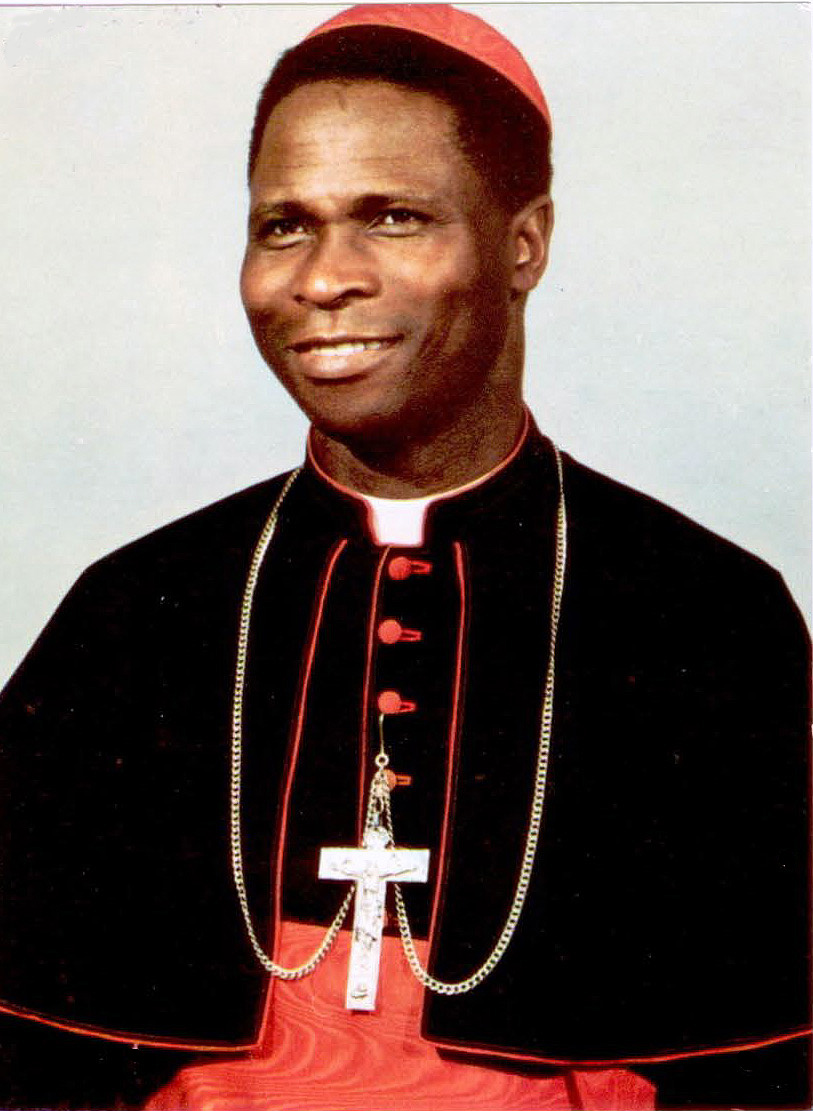
Kardinaal Bernardin Gantin in soutane met pectorale.
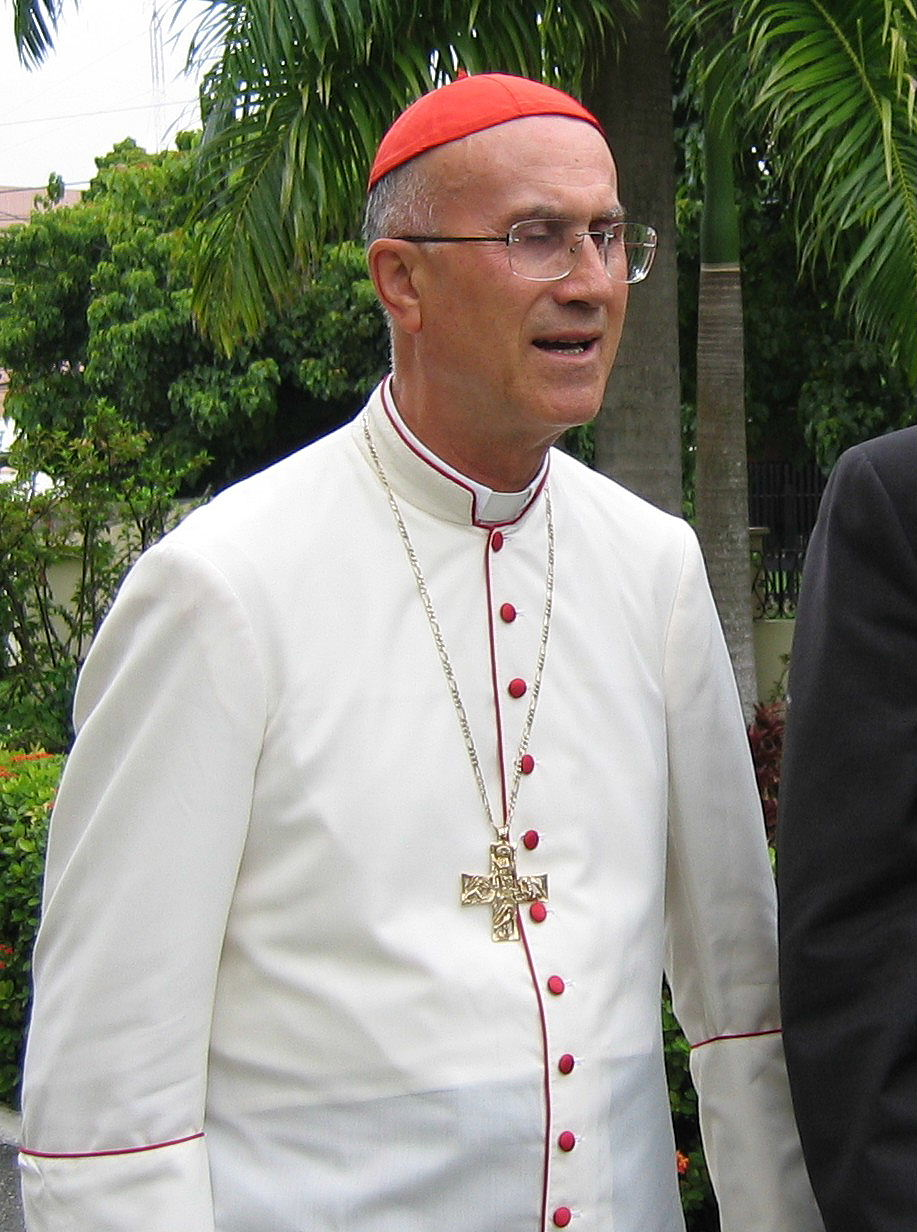
Kardinaal Tarcisio Bertone in witte soutane en rode kalot
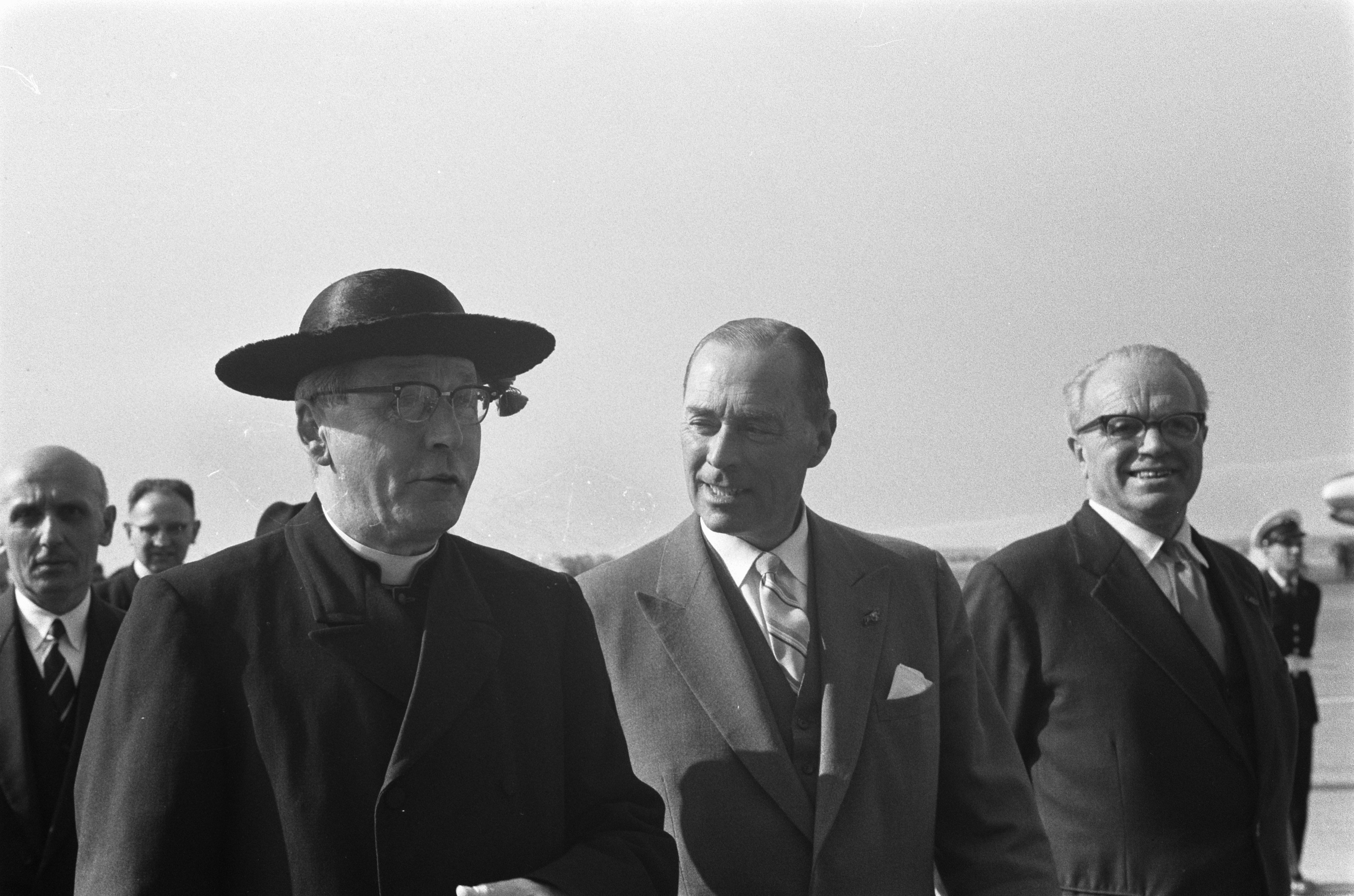
Kardinaal Alfrink in 1960 met galero

## Heraldiek
In het wapenschild mag iedere kardinaal (ongeacht rang) de rode kardinaalshoed met aan weerszijden 15 rode kwasten voeren. Is de kardinaal géén bisschop (bijvoorbeeld omwille van hoge leeftijd niet gewijd), dan voert deze ook geen crux astilis oftewel processiekruis (1). Is de kardinaal wél bisschop, dan plaatst hij achter het wapenschild het processiekruis (Latijns kruis) met enkele dwarsbalk (2). Betreft het een aartsbisschop (ook titulair), dan voert de kardinaal een Latijns kruis met dubbele dwarsbalk  (3). Is de kardinaal ook metropoliet, dan mag het pallium in het wapen worden toegevoegd (4). De combinaties (3) en (4) zijn in de praktijk het meest voorkomend.

(1). Kardinaal die (bijvoorbeeld omwille van hoge leeftijd) geen bisschop is gewijd. (bijvoorbeeld Ernest Simoni).
(2). Kardinaal die bisschop is gewijd, maar géén aartsbisschop en géén metropoliet is. (bijvoorbeeld Karl Lehmann).
(3). Kardinaal én (al dan niet titulair) aartsbisschop, maar géén metropoliet. (bijvoorbeeld Giovanni Battista Re).
(4). Kardinaal, (al dan niet titulair) aartsbisschop én metropoliet. (bijvoorbeeld Jozef De Kesel, Wim Eijk).

## Belgische en Nederlandse kardinalen
België heeft momenteel twee kardinalen:
- Jozef De Kesel (1947), aartsbisschop van Mechelen-Brussel tot 2023, kardinaal sinds 2016.
- Dominique Mathieu (1963), aartsbisschop van Teheran-Isfahan, kardinaal sinds 2024.

Nederland heeft momenteel één kardinaal:
- Willem Jacobus Eijk (1953), aartsbisschop van Utrecht, kardinaal sinds 2012

## Historische kardinalen
Bekende historische kardinalen:
- Antoine Perrenot de Granvelle (1517-1586)
- Ferdinand van Oostenrijk (1609-1641)
- de Richelieu (Armand Jean du Plessis) (1585-1642)
- Mazarin (1602-1661)
- de Fleury (1653-1743)
- Dubois (1656-1723)
- de Rohan (1734-1803)

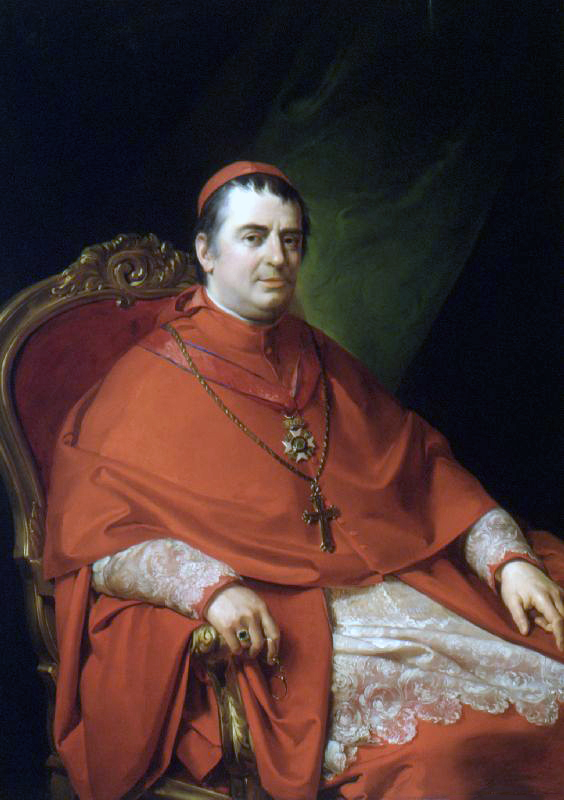
Portret van kardinaal Ferretti
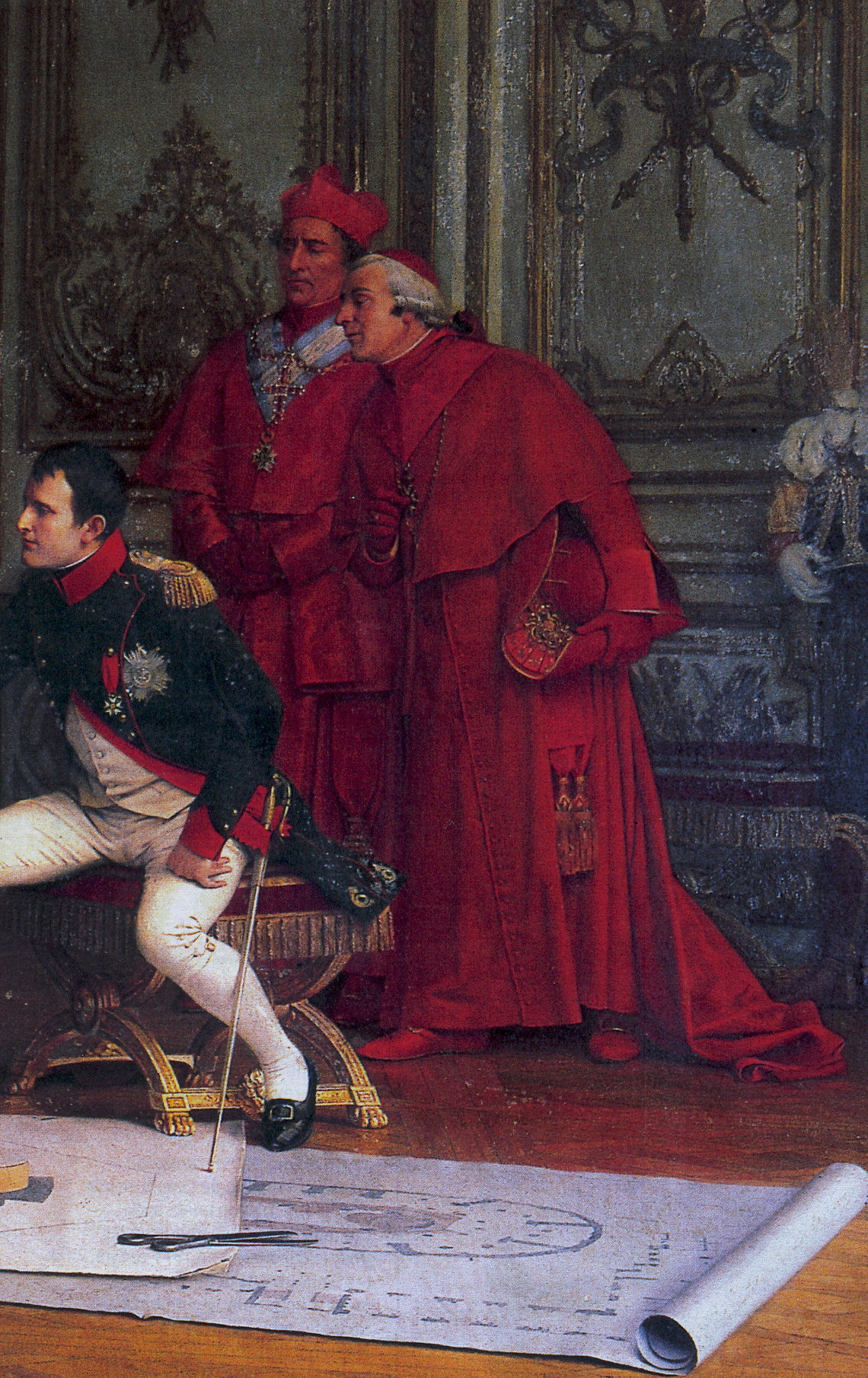
Kardinalen aan het hof van keizer Napoleon
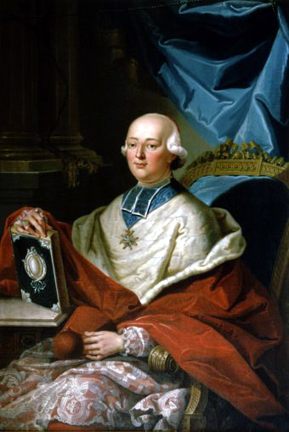
Lodewijk kardinaal de Rohan (1734-1803)